# Bruzi
I Bruzi (in latino Brettii o Bruttii) erano un antico popolo di stirpe italica che abitava l'odierna Calabria. In epoca romana, l'area (detta Bruzio) rappresentava la parte meridionale della Regio III augustea Lucania et Bruttii.

## Stanziamento dei bruzi

### Origini
Nel corso dell'età del ferro, gruppi di genti di stirpe indoeuropea penetrarono in diverse ondate in Italia, si stanziarono lungo l'arco delle dorsali appenniniche centro-meridionali. Tali popoli, collettivamente, sono conosciuti con il nome di Italici. Tra di essi distinguiamo le popolazioni degli Apuli, dei Sanniti, degli Oschi, dei Lucani, tutti caratterizzati da una lingua comune, l'osco.
La tradizione letteraria concorda nell'identificare i Bruzi inizialmente come pastori e servi dei Lucani, molti dei quali a carattere nomade (in realtà popolo bellicoso di guerrieri con mire espansionistiche) con alte concentrazioni prevalentemente nella parte settentrionale di quella che sarà la Regio III augustea. Tali li definisce Strabone, e altrettanto Diodoro Siculo.
Il nome della civiltà deriva dalla guerriera Brettia che secondo molti storici contemporanei è la prima donna guerriera occidentale che ha guidato 500 giovani guerrieri ribelli contro i Greci (da qui "Bretti" o Bruzi). Nel frattempo, da popolo ormai libero, le tribù dei Bruzi si coalizzarono in una lega, ed eressero a loro capitale una città, molto probabilmente preesistente, e che i Romani chiamarono poi Consentia (l'attuale Cosenza), nome che suggellava proprio il "consenso" delle varie tribù a confederarsi o anche rievocare la confluenza (consensum) dei fiumi Crati e Busento su cui è sorta.

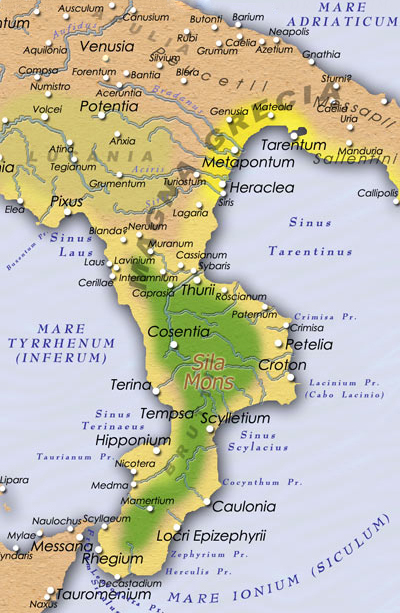
L'Italia nel 280 a.C. circa

Proprio per queste origini, il popolo bruzio viene descritto come un popolo di guerrieri, rude e bellicoso. La storia ce li tramanda come un antico popolo che ha fatto della sua potenza bellica e della voglia di indipendenza e libertà la sua grandezza.

### Consentia (o Cosenza)
(Appio Claudio Cieco)
Una volta consolidatisi in una grande lega, venne il momento di cercare un posto strategico su cui erigere la propria capitale. Essa venne indicata sul colle Pancrazio, che dominava una grande vallata nella quale sorgeva molto probabilmente un villaggio italico fondato nell'VIII secolo a.C. (Kos, Cosa o Cossa, "Grotta", presumibilmente per le abitazioni scavate nel tufo), ed era separata da essa da due fiumi che si univano proprio alla base del colle, e che lo rendeva un posto fortificato naturalmente. Il colle era però occupato da 600 mercenari africani al soldo di Dionisio, alleato dei Lucani. La cosiddetta "Battaglia della Rocca Bretica" vide i Bretti, guidati da una donna, conquistare il colle dopo un sanguinoso scontro e designando la definitiva resa dei Lucani. Venne sancita la pace, passata alla storia come la "Pace di Donna Brettia", in onore della condottiera dei Bruzi. Sul colle, dunque, il villaggio che vi sorgeva divenne Consentia (l'attuale Cosenza), che prende il nome latino (datole quindi dai Romani) dal "consenso" dato da tutte le tribù bruzie e gli stessi Lucani che aderirono alla Confederatio Bruttiorum e/o dal "consensum", ovvero dalla confluenza dei due fiumi. In essa coniarono le proprie monete e iniziò un fiorente periodo per questo popolo.

### La Confoederatio Bruttiorum
Da quel momento, finita la fase nomade di questo popolo, in meno di un secolo, i Bretti si costituirono in numerosi piccoli villaggi distanti pochi chilometri l'uno dall'altro, intervallati da roccaforti chiamate oppida, nuclei urbani fortificati, nelle quali si riunivano le classi sociali più elevate (guerrieri, magistrati e, si pensa, sacerdoti) per prendere decisioni per la gestione e la difesa dei villaggi limitrofi. Venne battuta moneta, e il tessuto sociale iniziò a prendere forma con il consolidamento delle classi sociali. La più importante era quella dei guerrieri. Iniziarono le mire espansionistiche, e i Bruzi riuscirono ad ottenere importanti successi sia a sud che a nord del loro territorio fino ad impattare ad oriente e ad occidente con le polis della Magna Grecia.
Era nata la "Confoederatio Bruttiorum", il culmine dell'espansione, della cultura e dell'economia dei Bretti.
Essa si può identificare nell'attuale intera provincia di Cosenza, escludendone la parte più settentrionale, quella compresa tra il Pollino e l'istmo tra la foce del Crati e quella del Laos, corrispondente, secondo Strabone alla parte meridionale della Lucania storica, e arrivando ad estendersi, con le successive conquiste i territori interni della dorsale appenninica dalla Sila fino a raggiungere l'Aspromonte.
Oltre ad un sistema di monetazione proprio, i Bruzi di lingua osca, ma definiti dagli antichi popolo bilingue per la familiarità che avevano anche col greco appreso negli assidui contatti col mondo italiota, avevano anche adottato formalmente una scrittura basata appunto sull'alfabeto dorico di tipo acheo.
Oltre Consentia, le principali città erano (in latino, lingua che ricalcava i nomi originali):
- Pandosia (città di cui ancora oggi si cercano le tracce e che forse doveva sorgere fra gli attuali comuni di Castrolibero, Mendicino, Marano Principato e Marano Marchesato sul Crati o presso l'attuale Acri sul Mucone)
- Aufugum (l'attuale Montalto Uffugo)
- Argentanum (l'attuale San Marco Argentano[5])
- Clampetia (città di cui ancora oggi si cercano le tracce e che forse doveva sorgere fra gli attuali comuni di Fiumefreddo Bruzio e San Lucido, o presso l'attuale Cetraro)
- Vergae (l'attuale Roggiano Gravina[5])
- Besidiae (l'attuale Bisignano)
- Ocriculum[6].

Per la fase che precede l’occupazione romana della regione nell'età ellenistica la ricerca archeologica ha permesso di individuare una sessantina di centri indigeni nella Calabria, di cui quindici risultano fortificati.

#### La guerra con i Greci
Tra la metà del IV e la metà del III secolo a.C., i Bruzi attaccarono e conquistarono diverse città magno-greche, tra cui, sul versante tirreno Temesa e Terina, Hipponion (l'attuale Vibo Valentia), e su quello ionico addirittura la mitica Sybaris.
Le polis magno-greche riuscirono a respingerli solo per un breve periodo dopo l'alleanza con Dionisio. I Greci d'Italia quindi tentarono di resistere per l'ultima volta, invocando l'aiuto di Alessandro il Molosso, re d'Epiro e zio di Alessandro Magno, ma anch'esso venne sconfitto dai Bruzi perdendo la vita proprio alle porte di Pandosia (331 a.C.). Al principio del III secolo a.C. il lungo assedio dei Brettii a danno delle superstiti città libere di Crotone, Locri e Reggio, comportò che le città magno-greche dovettero pagare ai Brettii pesanti tributi per assicurarsi un territorio da coltivare in sicurezza, almeno per garantire l’alimentazione alla popolazione.
In questa fase vennero a svilupparsi gli insediamenti collinari della Brettia ionica, tra Thurii e Crotone, secondo il modello vicano-paganico, ossia di un territorio (pagus) fittamente disseminato da fattorie rurali, la cui base economica era incentrata sullo sfruttamento delle risorse agro-silvo-pastorali e che utilizzava dei villaggi (vicus) come centro servizi per il mercato, le funzioni religiose e le assemblee. Alcuni dei vici erano fortificati con cinta muraria per accogliere gli abitanti in caso di emergenza, e fra questi la ricerca archeologica del XIX sec. ha consentito di identificare i vici di Castiglione di Paludi, Cerasello e Muraglie a Pietrapaola, Pruija a Terravecchia, il tempio di Apollo Aleo a Cirò, che venne rivitalizzato ed ampliato, Petelia (Strongoli) la metropolis dei Lucani ricordata da Strabone (VI, 1, 3 C254).

### La conquista romana
I Brettii occupavano o controllavano, al momento della massima espansione, prima di venire sconfitti dalla Repubblica romana a Thurii nel 282 a.C., l'intero territorio dell'odierna regione Calabria.
I Brettii erano ormai riconosciuti come una piccola potenza in rapida ascesa. La loro prerogativa era quella di continuare a svilupparsi come civiltà autonoma e conquistatrice e ciò li spinse all'ostilità verso Roma, quando essa bussò ai loro confini, e in seguito, dunque, alla loro definitiva disfatta.
Iniziò così una serie di sconfitte, fra cui quella del 275 a.C. La Confederazione dei Brezi si era alleata con Pirro re d'Epiro e, tacitamente, quindi con molte delle città italiote; con la loro disfatta, cadeva per la prima volta Consentia, che fu annessa alla Repubblica. Nel 270 a.C. il territorio dei Bretti era completamente caduto sotto il dominio dei Romani. Le condizioni di pace imposte da Roma ai Brettii furono onerose: essi furono privati della metà della Selva della Sila, che fu trasformata in ager publicus. A seguito di questa occupazione, nei primi decenni del III secolo a.C., si avvia la crisi di quel sistema cantonale – formato da pagi, vici e fattorie – che aveva determinato la relativa ricchezza dei Brettii. Le città del Bruzio furono chiamate alleate/federate, un'alleanza ineguale imposta dall'egemone, venendo loro proibito di fare alleanze per conto proprio e di coniare monete. Unico vantaggio concesso da Roma fu quello di conservare le tradizionali leggi, magistrature e costumanze: si trattava di una autonomia formale, perché i presidi romani installati nelle cittadelle fortificate vigilavano affinché tutto si svolgesse in funzione degli interessi romani.
Ma i Brettii in realtà non si sottomisero mai del tutto e, riorganizzatisi, approfittarono dell'invasione di Annibale nel 218 a.C. con il quale si allearono durante la seconda Guerra Punica. Riconquistarono così Consentia e, forti del nuovo alleato, mossero guerra di nuovo contro Roma per riottenere la loro indipendenza. Sia lo storico e geografo Strabone che lo storico romano Tito Livio, citano anche Ocricolo (in latino Ocriculum) insieme a Consentia nel raccontare le ultime fasi della guerra annibalica nell'anno 204-202 a.C. Ocricolo è una delle località che si arresero al console Gneo Servilio Cepione dopo la conquista della città di Clampetia.
Quando Annibale però venne sconfitto e costretto a tornare in patria, ordinò ai Bruzi di seguirlo, ma essi vollero rimanere nelle loro terre, attirando così su di loro la sua vendetta. Dalla partenza di Annibale verso l'Africa, Roma procedette a sedare ogni focolaio di ribellione brettica. Il territorio venne di nuovo sottomesso da Servilio e questa volta i Brettii vennero puniti duramente: privati del diritto di portare armi, divennero in massa schiavi o impiegati in ruoli inferiori (Appiano e Aulo Gellio riferiscono che essi subirono l'umiliazione di non poter servire negli eserciti romani come legionari, ma solo come attendenti al servizio dei magistrati della Repubblica). Roma tolse a Consentia la carica di città-stato, sciolse la Confederazione e confiscò quasi tutto il territorio trasformandolo in ager publicus, in cui vennero dedotte alcune colonie romane (II e I secolo a.C.). Il sistema delle fortificazioni collinari venne abbandonato o distrutto.
Durante la guerra sociale i Lucani e i Bruzi ribelli, guidati dal lucano Lamponio, assediarono Reggio ma furono respinti dal pretore Gaio Norbano. Non è chiaro se anche i Bruzi ottennero, insieme agli altri popoli italici, la cittadinanza romana tramite la Lex Plautia Papiria dell'89 a.C.; infatti tale legge si applicava soltanto a coloro che avessero fatto richiesta della cittadinanza entro due mesi dall'approvazione della legge stessa, mentre è certo che nel Bruzio permasero sacche di resistenza ancora per molto tempo. Nel 73 a.C. Consentia e i Bretti (o almeno una buona parte di essi) ripresero nuovamente le armi contro Roma, unendosi alla rivolta che Spartaco aveva mosso contro la Repubblica, scatenando una guerra servile. Nel 71 a.C., dopo due anni di rivolte, Spartaco venne accerchiato e sconfitto dal console Licinio Crasso nei pressi del fiume Sele; tantissimi erano i Bruzi tra i 5.000 morti in battaglia e i 6.000 crocefissi.
Nel 29 a.C. Consentia diventa colonia sotto Augusto, il quale le concesse la cittadinanza romana dopo essersi assicurato della totale resa dei Bretti (è verosimile che i provvedimenti umilianti, di cui si è parlato sopra, imposti a questi ultimi dopo la seconda guerra punica siano caduti con la concessione della cittadinanza romana).
Non è fuori luogo ritenere che l'etnico BRVTTII, in seguito l'unico e solo usato per definire questo popolo, in realtà altro non sia che una trasformazione omofonetica, effettuata a scopo "punitivo" dai Romani dopo la ripetuta ribellione di Consentia all'Urbe, una sorta di "damnatio memoriae" perpetrata attraverso il passaggio da Bretti, in greco BPETTIOI (o meglio nella più frequente forma ΒΡΕΤΤΙΩΝ, al genitivo, come leggibile sulla monetazione della Confederazione) a BRVTTII, o peggio BRVTII ovvero in latino "bruti", "vili", nel senso proprio di traditori, di ribelli alle leggi e al dominio di Roma.

## I coronimi Bruzio e Calabria
Il coronimo Bruttĭum, da cui deriva quello italiano, Bruzio, sebbene largamente in uso nella letteratura scientifica, è sconosciuto alle fonti classiche, che ricorrevano alla forma plurale dell'etnico Bruttii, '[territorio] dei Bruzi'.